# WKB 근사
양자역학에서 WKB 근사(WKB近似, 영어: WKB approximation)는 슈뢰딩거 방정식을 풀 때, 순수하게 양자역학적인 효과가 작아 파동 함수의 진폭 또는 위상이 거의 일정하다는 가정 아래 푸는 근사법이다.

## 1차원 퍼텐셜 속의 입자
1차원 공간에서 에너지 {\displaystyle E}를 가지고 퍼텐셜 {\displaystyle V(x)}에 영향을 받는 입자의 파동 함수 {\displaystyle \Psi (x)}는 다음과 같은 시간 무관 슈뢰딩거 방정식을 따른다.
{\displaystyle -{\frac {\hbar ^{2}}{2m}}{\frac {\mathrm {d} ^{2}}{\mathrm {d} x^{2}}}\Psi (x)+V(x)\Psi (x)=E\Psi (x)}.
이제 파동 함수 {\displaystyle \Psi }를 다음과 같이 그 로그의 실수 및 허수 성분의 도함수로 나타내자.
{\displaystyle \Psi (x)=\exp \left(\int (A(x)+iB(x))\,dx\right)}.
이를 슈뢰딩거 방정식에 대입하여 정리하면 다음과 같은 두 방정식을 얻는다.
{\displaystyle A'(x)+A(x)^{2}-B(x)^{2}={\frac {2m}{\hbar ^{2}}}\left(V(x)-E\right)}
{\displaystyle B'(x)+2A(x)B(x)=0}.
이 연립 미분 방정식을 풀기 위해, 다음과 같은 반고전 근사법(semiclassical approximation)을 취한다. 우선, 파동 함수 성분{\displaystyle A}와 {\displaystyle B}를 디랙 상수 {\displaystyle \hbar }에 대한 테일러 급수로 전개한다. (위 식에 따라 {\displaystyle A,B=O(1/\hbar )}이므로 그 첫 항은 {\displaystyle \hbar ^{0}}이 아니라 {\displaystyle \hbar ^{-1}}이 된다.)
{\displaystyle A(x)=\sum _{n=0}^{\infty }\hbar ^{n-1}A_{n}(x)}
{\displaystyle B(x)=\sum _{n=0}^{\infty }\hbar ^{n-1}B_{n}(x)}.
디랙 상수는 아주 작으므로, 급수의 가장 낮은 차수의 항부터 먼저 보자.
{\displaystyle A_{0}(x)^{2}-B_{0}(x)^{2}=2m\left(V(x)-E\right)}
{\displaystyle A_{0}(x)B_{0}(x)=0}.
두 번째 방정식에 따라 {\displaystyle A_{0}=0} 또는 {\displaystyle B_{0}=0}이다. 첫 번째 방정식에 따라 {\displaystyle V(x)<E}이면 {\displaystyle A_{0}=0}, {\displaystyle B_{0}\neq 0}으로, {\displaystyle V(x)>E}이면 {\displaystyle A_{0}\neq 0}, {\displaystyle B_{0}=0}으로 놓는다. 전자는 고전적인 경우, 후자는 터널링이 일어나는 경우를 나타낸다.
그 다음 차수의 항은 다음과 같다.
{\displaystyle A_{0}'(x)+2A_{0}(x)A_{1}(x)-2B_{0}(x)B_{1}(x)=0}
{\displaystyle B_{0}'(x)+2A_{0}(x)B_{1}(x)+2A_{1}(x)B_{0}(x)=0}.
첫 번째 식에 의해, {\displaystyle A_{0}=0}이면 {\displaystyle B_{1}=0}이다. 두 번째 식에 의해, {\displaystyle B_{0}=0}이어도 {\displaystyle B_{1}=0}이다.

### 고전적인 경우
이 경우는 총 에너지 {\displaystyle E}가 위치 에너지 {\displaystyle V(x)}보다 더 크므로, 입자가 고전적으로 존재할 수 있는 영역이다. 여기서는 {\displaystyle A_{0}=0}이고,
{\displaystyle B_{0}(x)=\pm {\sqrt {2m\left(E-V(x)\right)}}}
이다. 이는 파동 함수의 진폭({\displaystyle A})은 별로 변하지 않지만 그 위상({\displaystyle B})이 많이 변하는 꼴이다.
다음 차수의 항 {\displaystyle A_{1}}을 구하면 다음과 같다.
{\displaystyle A_{1}=-B_{0}'/2B_{0}=-{\frac {1}{2}}(\ln B_{0})'}.
따라서 파동 함수 {\displaystyle \Psi (x)}는 대략
{\displaystyle \Psi (x)\approx CB_{0}^{-1/2}\exp \left(i\int B_{0}\,dx\right)={\frac {C_{+}\exp \left(i\int {\sqrt {{\frac {2m}{\hbar ^{2}}}\left(E-V(x)\right)}}dx\right)+C_{-}\exp \left(-i\int {\sqrt {{\frac {2m}{\hbar ^{2}}}\left(E-V(x)\right)}}dx\right)}{\sqrt[{4}]{{\frac {2m}{\hbar ^{2}}}\left(E-V(x)\right)}}}}
으로 근사할 수 있다. 여기서 {\displaystyle C_{+}}와 {\displaystyle C_{-}}는 임의의 적분 상수이다. 이에 따라, 고전적인 영역에서는 파동 함수는 대략 사인파의 모양이다.

### 터널 효과
이 경우는 위치 에너지 {\displaystyle V}가 총 에너지 {\displaystyle E}보다 더 크므로 입자가 고전적으로 존재할 수 없는 영역이다. 즉, 터널 효과에 해당한다. 여기에는 {\displaystyle B_{0}(x)=0}이고,
{\displaystyle A_{0}(x)=\pm {\sqrt {2m\left(V(x)-E\right)}}}
이다. 다음 차수의 항 {\displaystyle A_{1}}을 구하면 다음과 같다.
{\displaystyle A_{1}=-A_{0}'/2A_{0}=-{\frac {1}{2}}(\ln A_{0})'}.
따라서 파동 함수 {\displaystyle \Psi (x)}는 대략
{\displaystyle \Psi (x)\approx DA_{0}^{-1/2}\exp \left(\int A_{0}\,dx\right)={\frac {D_{+}\exp \left(\int {\sqrt {{\frac {2m}{\hbar ^{2}}}\left(V(x)-E\right)}}\,dx\right)+D_{-}\exp \left(-\int {\sqrt {{\frac {2m}{\hbar ^{2}}}\left(V(x)-E\right)}}\,dx\right)}{\sqrt[{4}]{{\frac {2m}{\hbar ^{2}}}\left(V(x)-E\right)}}}}
으로 근사할 수 있다. 여기서 {\displaystyle D_{+}}와 {\displaystyle D_{-}}는 임의의 적분 상수이다. 이에 따라, 터널링 영역에서는 파동 함수는 지수 함수의 모양을 따른다.

### 연결 공식
고전적인 경우와 터널 효과인 경우의 해는 {\displaystyle V\approx E}가 되는 점 근처에서 발산한다. 따라서 이런 점 근처에는 연결 공식(connection formula)를 사용하여 두 해의 계수 {\displaystyle C_{\pm }}, {\displaystyle D_{\pm }}를 (전체 파동 함수가 연속 미분 가능하게끔) 서로 맞추어야 한다.
고전적인 영역과 터널링 영역이 {\displaystyle x_{0}}에서 만난다고 하자. 즉,
{\displaystyle V(x_{0})=E}
이라고 하자. 그렇다면 {\displaystyle x_{0}} 근처에서 퍼텐셜 {\displaystyle V(x)}를
{\displaystyle V(x)\approx V'(x_{0})(x-x_{0})+E}
와 같이 근사할 수 있다. 그렇다면 풀어야 할 슈뢰딩거 방정식은 다음과 같다.
{\displaystyle {\frac {\hbar ^{2}}{2m}}\Psi ''=V'(x_{0})\Psi (x)(x-x_{0})}.
이는 에어리 함수를 사용하여 풀 수 있다. 그 일반적인 해는 다음과 같다.
{\displaystyle \Psi (x)=aAi({\sqrt[{3}]{2mV'(x_{0})/\hbar ^{2}}}x)+bBi({\sqrt[{3}]{2mV'(x_{0})/\hbar ^{2}}}x)}.
여기서 {\displaystyle a}와 {\displaystyle b}는 임의의 상수이다.
{\displaystyle x\gg 1}일 때, 에어리 함수는 다음을 만족한다.
{\displaystyle Ai(x)\approx {\frac {\exp(-{\frac {2}{3}}x^{3/2})}{2{\sqrt {\pi }}x^{1/4}}}} (분모에 2가 있는 것에 주의!)
{\displaystyle Bi(x)\approx {\frac {\exp({\frac {2}{3}}x^{3/2})}{{\sqrt {\pi }}x^{1/4}}}}
{\displaystyle Ai(-x)\approx {\frac {\sin({\frac {2}{3}}x^{3/2}+\pi /4)}{{\sqrt {\pi }}x^{1/4}}}}
{\displaystyle Bi(-x)\approx {\frac {\cos({\frac {2}{3}}x^{3/2}+\pi /4)}{{\sqrt {\pi }}x^{1/4}}}}.
이를 고전적 영역의 해와 터널링 영역의 해와 비교하면 계수 사이의 관계를 얻을 수 있다. 이를 연결 공식이라고 한다. 예를 들어, {\displaystyle x<x_{0}}은 고전적인 영역이고, {\displaystyle x>x_{0}}은 터널링 영역이라고 하자. 그렇다면
{\displaystyle D_{+}-2iD_{-}=2C_{+}\exp(-i\pi /4)}
{\displaystyle D_{+}+2iD_{-}=2C_{-}\exp(i\pi /4)}
이다. 그 반대로, {\displaystyle x>x_{0}}이 고전적이고 {\displaystyle x<x_{0}}이 터널링인 경우에도 유사한 공식을 유도할 수 있다.

## 일반적 경우
{\displaystyle n}차원 리만 다양체 {\displaystyle M} 위의 입자가 퍼텐셜 {\displaystyle V\colon M\to \mathbb {R} } 속에서 움직인다고 하자. 이 경우, 파동 함수에 대하여 다음과 같은 가설 풀이를 고르자.
{\displaystyle \psi (x)=\exp(iS(x)/\hbar )\sum _{k=0}^{\infty }a_{k}(x)\hbar ^{k}}
여기서, 각 항의 단위는 다음과 같다.
- {\displaystyle S(x)}는 작용의 단위를 갖는다.
- {\displaystyle a_{k}(x)}는 [길이]−n/2[작용]−k의 단위를 갖는다.

이를 슈뢰딩거 방정식
{\displaystyle 0=\left(-\hbar ^{2}\nabla ^{2}+2m(V(x)-E)\right)\psi }
에 대입하여 {\displaystyle \hbar }의 각 계수별로 비교하면, 다음과 같은 일련의 편미분 방정식을 얻는다.:§2.2
{\displaystyle \nabla ^{\mu }S(x)\nabla _{\mu }S(x)=2m\left(E-V(x)\right)}
{\displaystyle \left(\left(\nabla ^{2}S(x)\right)+2(\partial ^{\mu }S)\partial _{\mu }\right)a_{0}(x)=0}
{\displaystyle \left(\left(\nabla ^{2}S(x)\right)+2(\partial ^{\mu }S)\partial _{\mu }\right)a_{k}(x)=i\nabla ^{2}a_{k-1}(x)}
고전적 영역에서는 {\displaystyle S}는 실수이며, 터널 영역에서는 {\displaystyle S}는 허수가 된다.
처음 두 개의 편미분 방정식은 다음과 같이 기하학적으로 해석할 수 있다. 우선, 심플렉틱 다양체 {\displaystyle T^{*}M}의 다음과 같은 라그랑주 부분 다양체를 정의하자.
{\displaystyle L=\{(x,p)\colon x\in M,\;p=\partial _{\mu }S(x)\in T_{x}^{*}M\}\subset T^{*}M}
이 경우, 다음과 같은 자연스러운 사영 사상이 존재하며, 이는 미분 동형을 이룬다.
{\displaystyle \pi \colon L\to M}
{\displaystyle \pi \colon (x,p)\mapsto x}
그렇다면, 처음 두 개의 WKB 방정식은 다음과 같이 해석할 수 있다.:§2.2
- {\displaystyle S}에 대한 방정식은 해밀턴-야코비 방정식이며, 이는 해밀토니언을 {\displaystyle L}에 국한하였을 경우 상수 함수임을 뜻한다.
{\displaystyle H|_{L}=E}
- {\displaystyle a_{0}}에 대한 방정식 {\displaystyle \nabla ^{\mu }(a^{2}\partial _{\mu }S)=0}은 수송 방정식(영어: transport equation)이며, 이는 {\displaystyle L} 위에 정의된 밀도 {\displaystyle \pi ^{*}\left(a_{0}^{2}(x){\sqrt {\det g(x)}}dx^{1}\wedge \cdots \wedge dx^{n}\right)}가 해밀토니언 벡터장 {\displaystyle (X_{H})^{I}=(\omega ^{-1})^{IJ}\partial _{J}H}에 대하여 불변인 것을 뜻한다. (해밀턴-야코비 방정식에 의하여, 해밀토니언 벡터장은 항상 {\displaystyle L}의 접벡터이다.) 여기서 {\displaystyle {\mathcal {L}}}은 밀도의 리 미분이며, {\displaystyle \pi ^{*}}는 {\displaystyle \pi }에 대한 당김이다.
{\displaystyle {\mathcal {L}}_{X_{H}}\pi ^{*}\left(a_{0}^{2}(x){\sqrt {\det g(x)}}dx^{1}\wedge \cdots \wedge dx^{n}\right)=0}

따라서, 처음 두 WKB 방정식은 기하학적 양자화에서, 라그랑주 부분 다양체 및 그 위에 주어진 ½-밀도로서 주어진 고전적 상태가 만족시켜야 하는 조건을 나타낸다. 그러나 나머지 WKB 방정식들은 이와 같이 간단한 기하학적 해석을 부여하기 힘들다.

## 역사
1923년에 영국의 수학자 해럴드 제프리스(영어: Harold Jeffreys)가 이 근사법을 이차 미분 방정식에 대한 일반적인 근사법으로 도입하였다. 1925년 슈뢰딩거 방정식이 발표되자, 그 이듬해인 1926년에 독일의 그레고어 벤첼(독일어: Gregor Wentzel), 네덜란드의 헨드릭 안토니 크라머르스, 프랑스의 레옹 브릴루앵 이 독자적으로 이에 대한 근사법을 발표하였다. 넷 다 사실상 같은 방법이었으나 이들은 서로의 업적을 처음에 알지 못했다. 이에 따라 보통 WKB 또는 JWKB 근사법으로 불린다.

## 같이 보기
- 투과계수
- 기하학적 양자화